# Contea di Lucas (Ohio)
Lucas è una contea dell'area settentrionale dello Stato dell'Ohio negli Stati Uniti.

## Geografia fisica
La contea a nord-est e a est si affaccia sul lago Erie. La contea ha una estensione di 1543 km² di cui oltre il 42% è costituito da acque. Il territorio è prevalentemente pianeggiante ed in larga parte drenato dal fiume Maumee che scorre da sud-ovest verso nord-est per andare a sfociare nella Maumee Bay del lago Erie a Toledo. Il Maumee riceve da sinistra lo Swan Creek a Toledo. Altri immissari del lago Erie sono il fiume Ottawa, che scorre nell'area settentrionale, ed il Cedar Creek che scorre nell'area occidentale. Nell'area sud-orientale scorrono il 
Touassaint Creek ed il Portage Creek.

### Contee confinanti
- Contea di Monroe (Michigan) - nord
- Contea di Essex (Ontario, Canada) - nord-est
- Contea di Ottawa - sud-est
- Contea di Wood - sud
- Contea di Henry - sud-ovest
- Contea di Fulton - ovest
- Contea di Lenawee (Michigan) - nord-ovest

## Storia
I primi europei ad arrivare nella regione dell'Ohio furono i francesi con l'esplorazione di Robert de La Salle nel 1669. Nel 1763, al termine della guerra dei sette anni, i francesi cedettero definitivamente la regione agli inglesi. Nel 1794 nei pressi del fiume Maumee fu combattuta la battaglia di Fallen Timbers tra la confederazione indiana guidata da Blue Jacket e l'esercito americano guidato dal generale Anthony Wayne. La sconfitta indiana fu il preludio alla colonizzazione del nord-ovest degli Stati Uniti.
L'attuale contea faceva parte del territorio della Western Reserve assegnato allo Stato del Connecticut. La contea è stata istituita nel 1835 e fu chiamata Lucas in onore di Robert Lucas che era a quel tempo governatore dello Stato.
La città di Toledo nacque nel 1833 dall'unione delle città di Lawrence e Vistula. La città ha una ricca storia industriale in particolare nell'industria del vetro.

## Città

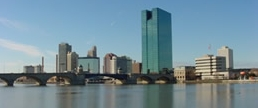
Toledo vista dal lago Erie

| - Berkey - Harbor View - Holland - Maumee - Oregon - Ottawa Hills - Swanton - Sylvania - Toledo - Waterville - Whitehouse |